# Croton fraseri
Espèce
Statut de conservation UICN

 EN A4c : En danger
Croton fraseri est une espèce de plantes à fleurs du genre Croton et de la famille des Euphorbiaceae, présente en Équateur.
Il a pour synonyme :
- Oxydectes fraseri, (Müll.Arg.) Kuntze